# آکنیسته
آکنیسته (به لیتوانیایی: Aknysta) شهرکی در لتونی با جمعیت ۱٬۹۵۱ نفر است که در شهر اکنیست واقع شده‌است.